# Бутович, Василий Васильевич
Василий Васильевич Бутович (1864 — не ранее 1920, Петроград) — русский военачальник, генерал-лейтенант (1916).

## Биография
Родился в 1864 году. Из дворянского рода Бутовичей. Образование: Полтавский кадетский корпус (выпуск 1881), Павловское военное училище (выпуск 1883; с производством в подпоручики), Николаевская академия Генерального штаба (выпуск 1891; по 1-му разряду; с производством в штабс-капитаны). Между обучением в училище и в академии большую часть 1880-х годов служил офицером 15-го стрелкового батальона.
С 1891 года служил в Санкт-Петербурге на различных должностях в штабах 1-й гвардейской пехотной дивизии (1892—1894), 1-го армейского корпуса (1894—1898), штабе войск Гвардии и Петербургского военного округа (1898—1903).
В 1903 году Бутович был произведён в полковники и назначен начальником штаба 1-й гвардейской пехотной дивизии (до 1908).
Далее занимал следующие должности:
- Командир Перновского 3-го гренадерского полка (1908—1909)
- Командир Гренадерского лейб-гвардии полка в чине генерал-майора (1909—1914/15)
- Начальник 83-й пехотной дивизии (1915—17; с с 1916 года генерал-лейтенант)

Вот главе гвардейского полка, а затем во главе дивизии принимал участие в боях Первой мировой войны.
Имел все награды вплоть до ордена Святой Анны 1 степени.
После Октябрьской революции поступил на службу в РККА. Военспец. Конкретные должности в РККА неизвестны.
Упоминается в списках РККА в 1920 году, но уже не упоминается в 1923. Умер в Петрограде. Похоронен на кладбище Новодевичьего монастыря.

## Награды
- Орден Святого Станислава 3 степени (1893)
- Орден Святой Анны 3 степени (1895)
- Орден Святого Станислава 2 степени (1898)
- Орден Святой Анны 2 степени (1901)
- Орден Святого Владимира 3 степени (1906)
- Орден Святого Станислава 1 степени (1912)
- Орден Святой Анны 1 степени (1914)